# 黃龍德
黃龍德，BBS，JP（1948年3月23日—），英國籍，出生於香港，香港執業會計師、黃林梁郭會計師事務所有限公司（前身為黃龍德會計師事務所）創辦人及首席執業董事。

## 背景
黃龍德祖籍廣東新會，1959年小學畢業，早年於香港島中西區成長，曾就讀堅尼地城近卑路乍街的八達書院（中學部），再轉讀佛教黃鳳翎中學（1966年中五），預科畢業後入讀香港理工學院（1970年、會計學及管理研究文憑）。在創辦會計師行前，曾在容永道會計師行（即現名為羅兵咸永道會計師事務所）接受訓練並獲取會計師執業資格。
黃龍德積極參與社會服務，曾出任多個公職。其服務社會精神得到廣泛認同，曾於1987-2000年間擔任九龍樂善堂常務總理、1993年獲英女皇頒授榮譽獎章、1997年獲前港督頒發社區服務嘉許狀、1998年獲特區政府委任為非官守太平紳士、2002年獲香港理工大學會計及金融學院委任為兼任教授、2004年獲得聖約翰爵士勳銜及特區政府銅紫荊星章。

## 個人生活
黃龍德在1976年與袁氏（Betty）結婚，婚後育有兩名兒子，其中幼子為香港立法會會計界議員黃俊碩。

## 榮譽
- 1993年：英女皇頒授榮譽獎章
- 1998年：非官守太平紳士
- 2002年：香港理工大學會計及金融學院委任為兼任教授

## 兼任上市公司董事
1. 奧思集團有限公司
2. 中盛糧油工業控股有限公司
3. 中渝置地控股有限公司

## 外部連線
- 黃龍德有關黃梁林郭管理層資料
- 黃龍德：雲南會計師水平有待提高 （页面存档备份，存于）
- 黃龍德 戒煙心聲
- 戒掉35年煙癮贏回健康親子關係
- 第一屆香港校董學會理事會